# Desterro
Desterro is een gemeente in de Braziliaanse deelstaat Paraíba. De gemeente telt 8.191 inwoners (schatting 2009).
De gemeente grenst aan Cacimbas, Livramento en Teixeira.